# Сезар фон Хафекер
Сезар фон Хафекер (на немски: Caesar von Hofacker) е германски лейтенант-полковник от Вермахта, участвал в опита за убийство на фюрера Адолф Хитлер от 20 юли 1944 г.

## Кариера
Хафекер е роден в Лудвигсбург, а баща му Еберхард фон Хафекер е генерал през Първата световна война.
Основната дейност на Хафекер във връзка със събитията, завършващи с опита за убийство на Хитлер във Вълчата бърлога на 20 юли 1944 г., се състои в извършването на тайна връзка между братовчед му Клаус фон Щауфенберг и друг заговорник в окупиран Париж, генерал Карл-Хайнрих фон Щюлпнагел. Хафекер оценява шансовете на опита за преврат като „само 10 процента“. Той се запознава и с фелдмаршал Ервин Ромел, който смята баща му за герой, като служи под негово командване по време на Първата световна война. Той се опитва да го привлече в заговора, за да освободи Германия от Хитлер, но въпреки че Ромел подкрепя плана, той не се съгласява фюрера да бъде убит.
На 26 юли 1944 г. Хафекер е арестуван в Париж, отведен в централата на Гестапо в Берлин, където според Уилям Шиърър във „Възходът и падението на Третия райх“ той е ужасно измъчван и издава името на Ервин Ромел. Това е подкрепа за заговор за свалянето на Хитлер, а не за убийството му, но това няма значение за Хитлер, който нарежда на Ервин Ромел да се самоубие или ще бъде арестуван с всички последствия за семейството му. Хафекер е признат за виновен в предателство и осъден на смърт. Обесен е в затвора Пльоцензе в Берлин.